# 圣安托南
圣安托南（法語：Saint-Antonin，法語發音：[sɛ̃.t‿ɑ̃tɔnɛ̃]）是法国热尔省的一个市镇，属于孔东区。

## 地理
圣安托南（43°43'24"N, 0°48'53"E）面积11.19 平方千米，位于法国奧克西塔尼大區热尔省，该省份为法国西南部内陆省份，北起顺时针与洛特-加龙省、塔恩-加龙省、上加龙省、上比利牛斯省、大西洋比利牛斯省和朗德省接壤。
与圣安托南接壤的市镇（或旧市镇、城区）包括：欧尼亚、芒桑皮、莫沃赞、皮卡斯基耶、圣索维。

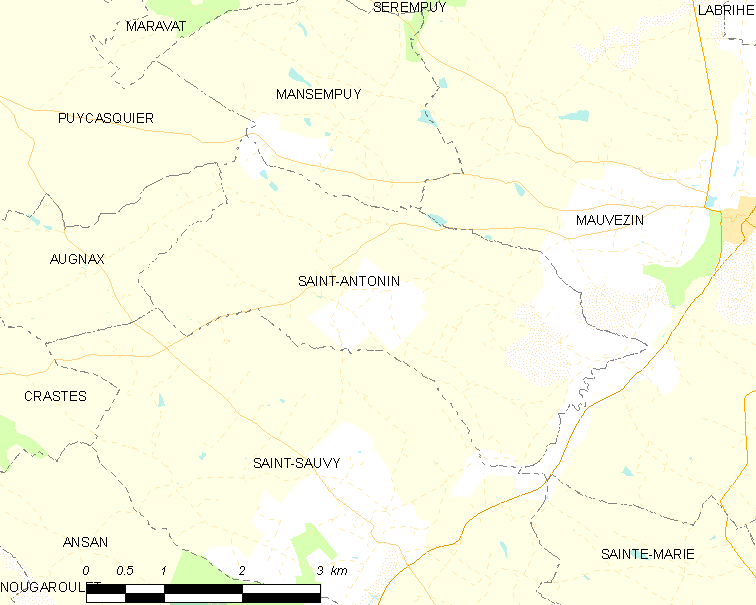
圣安托南的OSM定位图

圣安托南的时区为UTC+01:00、UTC+02:00（夏令时）。

## 行政
圣安托南的邮政编码为32120，INSEE市镇编码为32359。

## 政治
圣安托南所属的省级选区为日莫讷-阿拉茨县。

## 人口

1962-2008年间圣安托南人口变化图示

圣安托南于2022年1月1日时的人口数量为155人。